# Gohert
Gohert (persiska: گهرت, گوهرت) är en ort i Iran.   Den ligger i provinsen Hormozgan, i den sydöstra delen av landet, 1 300 km sydost om huvudstaden Teheran. Gohert ligger 13 meter över havet och antalet invånare är 748.
Terrängen runt Gohert är platt.Runt Gohert är det mycket glesbefolkat, med 7 invånare per kvadratkilometer. Gohert är det största samhället i trakten. Trakten runt Gohert är ofruktbar med lite eller ingen växtlighet.